# Ultrabook

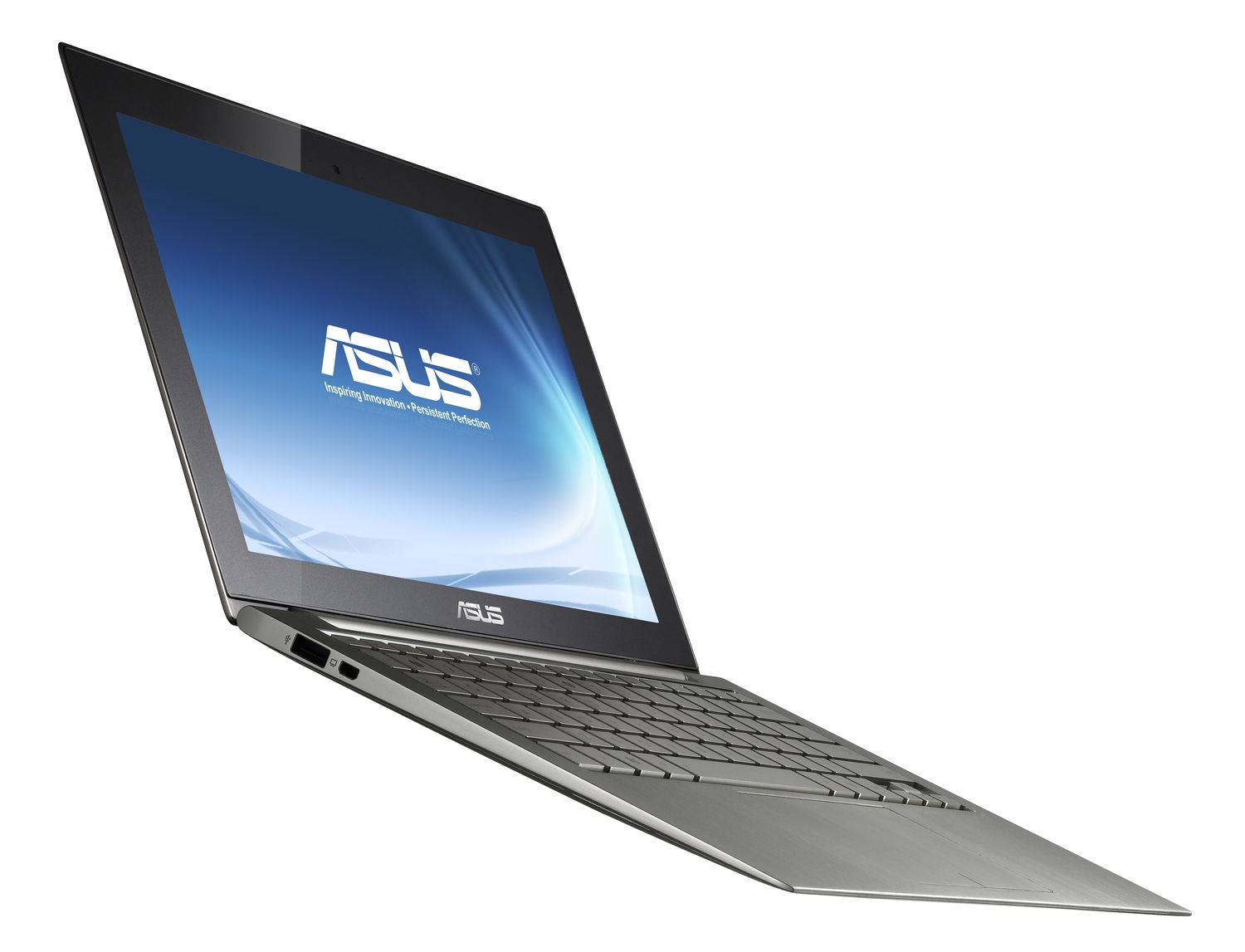
Asus X21 ultrabook

Ultrabook je označení skupiny notebooků, plnících specifikace stanovené společností Intel. Název Ultrabook má Intel chráněný ochrannou známkou. První ultrabook byl vyroben v roce 2011.
Tato kategorie notebooků byla Intelem vytvořena jako odpověď na MacBook Air od společnosti Apple a rozšiřující se kategorii tabletů, postavenou na ARM procesorech.

## Požadavky pro udělení certifikace Ultrabook
- CULV procesor od Intelu
- SSD disk (ne povinně)
- Lehký, tenký
- Rychlý start
- Výdrž minimálně 5 hodin
- Mainstreamový výkon (trochu horší než klasické notebooky, ale lepší než netbooky)

## Seznam Ultrabooků
| Značka a model                 | Cena základního modelu | Datum představení | Procesor                | Operační paměť | Pevný disk             | Maximální výška | Váha    | Výdrž na baterie | Velikost displaye a rozlišení |
| ------------------------------ | ---------------------- | ----------------- | ----------------------- | -------------- | ---------------------- | --------------- | ------- | ---------------- | ----------------------------- |
| Acer Aspire 3951 (S3-951-6646) | $899.99                | Říjen 2011        | Core i5-2467M (1.6 GHz) | 4 GB           | 20 GB SSD a 320 GB HDD | 17.50 mm        | 1.35 kg | ~6 hodin         | 13.1" 1366×768                |
| Acer Aspire ???? (S3-951-6432) | $1,299                 |                   | Core i7-2637M (1.6 GHz) | 4 GB           | 256 GB SSD             | 17.50 mm        | 1.35 kg |                  | 13.1" 1366×768                |
| Asus Zenbook UX21              | $999.00                | Říjen 2011        | Core i5-2467M (1.6 GHz) | 4 GB           | 128 GB SSD             | 16.76 mm        | 1.10 kg | 45 Wh, ~5 hodin  | 11.6" 1366×768                |
| Asus Zenbook UX31              | $1,099.00              | Říjen 2011        | Core i5-2557M (1.7 GHz) | 4 GB           | 128 GB SSD             | 17.00 mm        | 1.30 kg | 50 Wh, ~7 hodin  | 13.3" 1600×900                |
| DELL Inspiron 14z-5423         | $1,190.00              | Leden 2013        | Core i5-3317U (1.7 GHz) | 4 GB           | 128 GB SSD             | 20.30 mm        | 1.80 kg | 44 Wh, ~5 hodin  | 14.0" 1366×768                |
| Lenovo IdeaPad U300S           | $1,199.00              | Listopad 2011     | Core i5-2467M (1.6 GHz) | 4 GB           | 128 GB SSD             | 14.99 mm        | 1.34 kg | 30 Wh, ~8 hodin  | 13.3" 1366×768                |
| Toshiba Portege Z830           | $899.00                | Listopad 2011     | Core i3-2367M (1.4 GHz) | 4 GB           | 128 GB SSD             | 16.00 mm        | 1.11 kg | 47 Wh, ~8 hodin  | 13.3" 1366×768                |
| Samsung Series 9               | $1,199.00              | Červenec 2011     | Core i5                 | 4 GB           | 128 GB SSD             |                 |         |                  | 13.3" 1366×768                |
| HP Folio 13                    | $899.99                | Prosinec 2011     | Core i5                 | 4 GB           | 128 GB SSD             |                 |         | ~9 hodin         | 13.3" 1366×768                |